# Ewesley
Ewesley är en ort i civil parish Nunnykirk, i grevskapet Northumberland i England. Orten är belägen 15 km från Morpeth. Ewesley var en civil parish 1866–1955 när det uppgick i Nunnykirk. Civil parish hade 7 invånare år 1951.